# 县 (巴基斯坦)
縣（乌尔都语：ضلع）是巴基斯坦的第三級行政區劃，位於專區之下。县进一步分为乡（乌尔都语：تحصیل）和联合委员会。截至2023年，巴基斯坦共有170個縣。